# Ivan Jerković
Ivan Jerković (Spalato, 13 gennaio 1979) è un ex calciatore croato, di ruolo centrocampista.

## Palmarès

### Club
- Campionato croato: 1

Hajduk Spalato: 2000-2001
- Coppa di Lega di Singapore: 1

DPMM: 2012